# Rosa von Praunheim
Rosa von Praunheim (vlastním jménem Holger Bernhard Bruno Mischwitzky, narozený jako Holger Radtke 25. listopadu 1942 v Rize, Lotyšsko) je německý filmový režisér je představitel postmoderní německé kinematografie. Svým dokumentárním filmem z roku 1970 Perverzní není homosexuál, ale situace, ve které žije, se stal veřejným průkopníkem a jedním ze zakladatelů politického gay a lesbického hnutí ve Spolkové republice Německo. Je významným představitelem Nového německého filmu a je mezinárodně uznáván jako jeden z nejvýznamnějších LGBT filmařů a aktivistů.

## Život a dílo

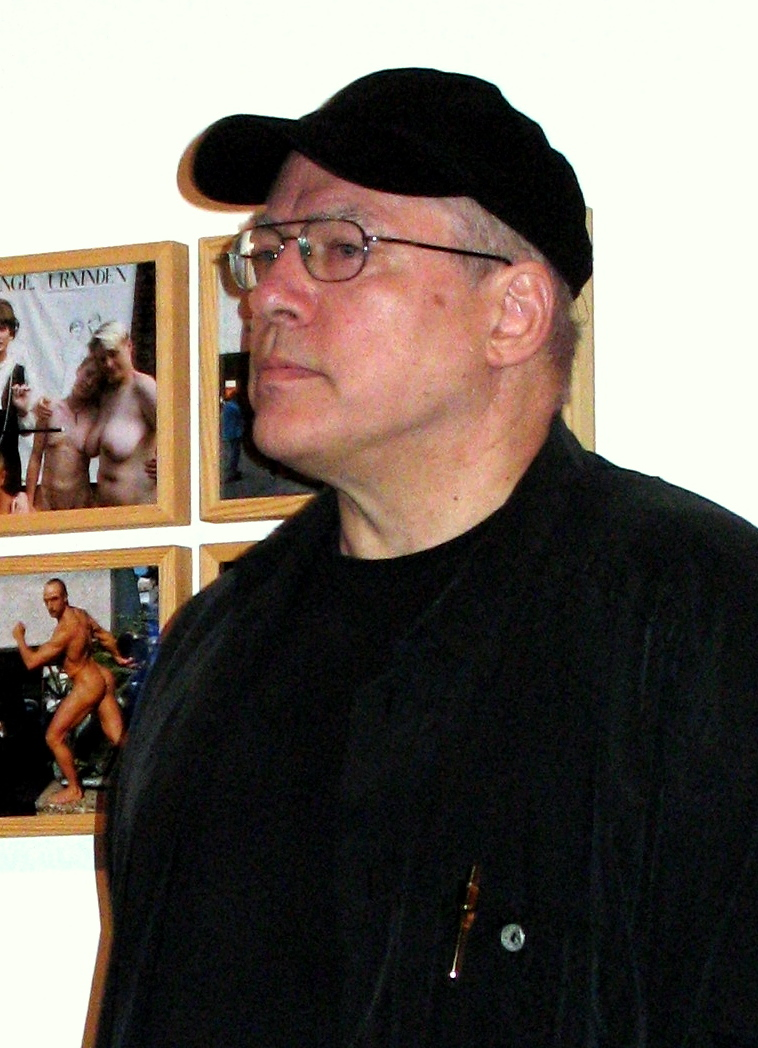
Rosa von Praunheim (2008)

Praunheim se narodil v roce 1942 během německé okupace v lotyšské Rize v centrální věznici. Jeho vlastní matka zemřela v roce 1946 na psychiatrické klinice v Berlíně. Po narození byl Holger Radtke předán k adopci. O této skutečnosti se dověděl až v roce 2000 od své adoptivní matky, Gertrudy Mischwitzky a okolnosti smrti své biologické matky zjistil až po dlouhém pátrání v roce 2006. Své hledání zdokumentoval v roce 2007 ve filmu Moje matka - hledání stop v Rize.
Vyrůstal jako Holger Mischwitzky nejprve ve východním Berlíně. V roce 1953 rodina emigrovala do západního Německa, nejprve do Porýní, pak se přestěhovala do Frankfurtu nad Mohanem.
Ve Frankfurtu studoval Praunheim na gymnáziu, odkud přešel na uměleckou školu ve městě Offenbach am Main. Později studoval na vysoké škole výtvarných umění v západním Berlíně obor volná malba, který však nedokončil.
V 60. letech debutoval s experimentálními a krátkými filmy pod pseudonymem Samuel Beckett. V roce 1969 se oženil s herečkou Carlou Egerer, v roce 1971 se rozvedli. V polovině 60. let přijal umělecké jméno Rosa von Praunheim. Rosa je reminiscence na růžový trojúhelník, který museli nosit homosexuální muži v nacistických koncentračních táborech. Praunheim je název městské čtvrti ve Frankfurtu, kde jako mladý vyrůstal.
Praunheim natočil svůj první celovečerní film v roce 1970 – Die Bettwurst, ke kterému v roce 1973 natočil pokračování Berliner Bettwurst. Právě v roce 1970 způsobil Praunheim pozdvižení svým dokumentárním filmem Nicht der Homosexuelle ist pervers, sondern die Situation, in der er lebt (Perverzní není homosexuál, ale situace, ve které žije), který přispěl k založení několika homosexuálních iniciativ. Během 30 let natočil Praunheim přes 50 filmů. Vedle homosexuality jsou jeho námětem ženy a od pozdních 80. let také nemoc AIDS a její prevence.
V roce 1979 obdržel Německou filmovou cenu za film Tally Brown, New York. Film Wunderbares Wrodow z roku 1999 získal Mediální cenu Roberta Geisendörfera. V roce 2008 získal v Osnabrücku cenu Rosa-Courage-Preis a filmovou cenu města Hofu.
Rosa von Praunheim byl do roku 2006 docentem filmové režie na Vysoké škole filmu a televize v Postupimi-Babelsbergu. Žije v Berlíně.

## Filmografie (výběr)
- 1969: Schwestern der Revolution (20 min.)
- 1970: Die Bettwurst (81 min.)
- 1970: Perverzní není homosexuál, perverzní je situace, ve které žije (65 min.)
- 1971: Homosexuelle in New York (12 min.), dokumentární film o 2. Christopher-Street-Day demonstraci v roce 1971
- 1973: Berliner Bettwurst (90 min.)
- 1973: Axel von Auersperg (70 min.)
- 1977: Der 24. Stock, dokumentární film o své adoptivní matce a jejích sousedech
- 1977: Tally Brown, New York (80min), film o newyorské undergroundové zpěvačce
- 1979: Armee der Liebenden oder Aufstand der Perversen (107 min.), dokumentární film o homosexuálním hnutí v USA
- 1980: Rote Liebe (80 min.)
- 1981: Unsere Leichen leben noch (90 min.)
- 1983: Stadt der verlorenen Seelen (91 min.)
- 1984: Horror vacui (85 min.)
- 1985: Ein Virus kennt keine Moral (82 min.)
- 1987: Anita – Tänze des Lasters (90 min.), film o tanečnici Anitě Berber
- 1989: Überleben in New York (90 min.), dokumentární film o životě tří mladých německých žen v New Yorku
- 1991: Stolz und Schwul (45 min.)
- 1992: Ich bin meine eigene Frau (90 min.)
- 1995: Neurosia – 50 Jahre pervers (90 min.)
- 1997: Schwuler Mut – 100 Jahre Schwulenbewegung
- 1999: Der Einstein des Sex (100 min.), hraný film o životě sexuologa Magnuse Hirschfelda
- 1999: Can I Be Your Bratwurst, Please? (29 min.)
- 1999: Wunderbares Wrodow (79 min.), dokumentární film
- 2000: Für mich gab's nur noch Fassbinder (90 min.), dokumentární film o životě a díle Rainera Wernera Fassbindera
- 2001: Tunten lügen nicht (90 min.), dokumentární film o životě čtyř gayů v Berlíně
- 2002: Kühe vom Nebel geschwängert (89 min.)
- 2002: Pfui Rosa! (70 min.), vlastní portrét
- 2005: Männer, Helden, schwule Nazis (78 min.), dokumentární film
- 2005: Dein Herz in meinem Hirn (80 min.)
- 2007: Meine Mütter – Spurensuche in Riga, dokumentární film
- 2007: Sechs tote Studenten
- 2008: Tote Schwule – Lebende Lesben, dokumentární film
- 2008: Der rosa Riese
- 2009: Rosas Höllenfahrt